# La Baule-les-Pins
La Baule-les-Pins és un barri de la localitat costanera francesa d'Ar Baol-Skoubleg (Loira Atlàntic) construït el 1922. El president de la Generalitat de Catalunya Lluís Companys i Jover hi fou arrestat el 13 d'agost de 1940.
El 1990, s'hi rodà la pel·lícula La Baule-les-Pins, de Diane Kurys.